# Бетти Франциско

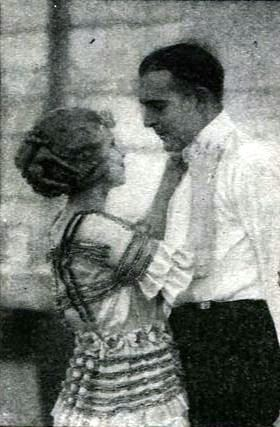

Бетти Франциско (англ. Betty Francisco; 26 сентября 1900 — 25 ноября 1950) — американская киноактриса
.

## Избранная фильмография

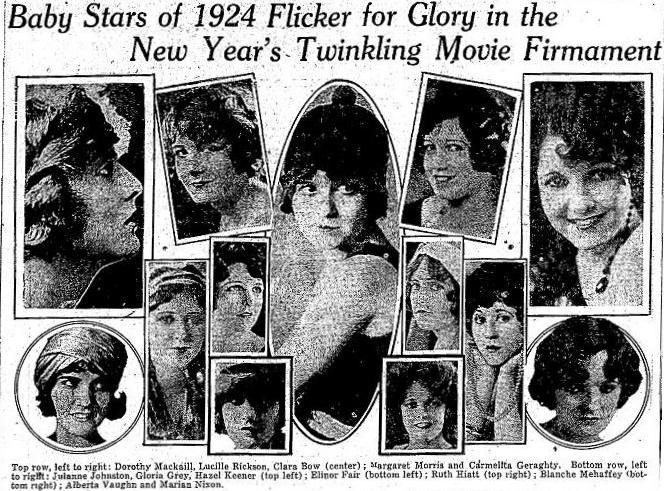

- 1923 — «Жёны бедняков» / Poor Men’s Wives — Кларибел
- 1928 — «Ты не можешь победить закон» / You Can’t Beat the Law — Бесси
- 1929 — «Юношеский дух» / The Spirit of Youth — Клэр Юинг
- 1929 — «Бродвей» / Broadway — Мейзи
- 1929 — «Улыбающиеся ирландские глаза» / Smiling Irish Eyes — Фрэнки Уэст
- 1930 — «Улица удачи» / Street of Chance — миссис Мастик
- 1930 — «Вдова из Чикаго» / The Widow from Chicago — Элен
- 1931 — «Чарли Чан продолжает» / Charlie Chan Carries On — Сибил Коноуэй
- 1931 — «Настоящий спортсмен» / Good Sport — Лора
- 1932 — «Безбилетный пассажир» / Stowaway — Мадж
- 1932 — «Тайна ранчо» / Mystery Ranch — Мей

## Примечания

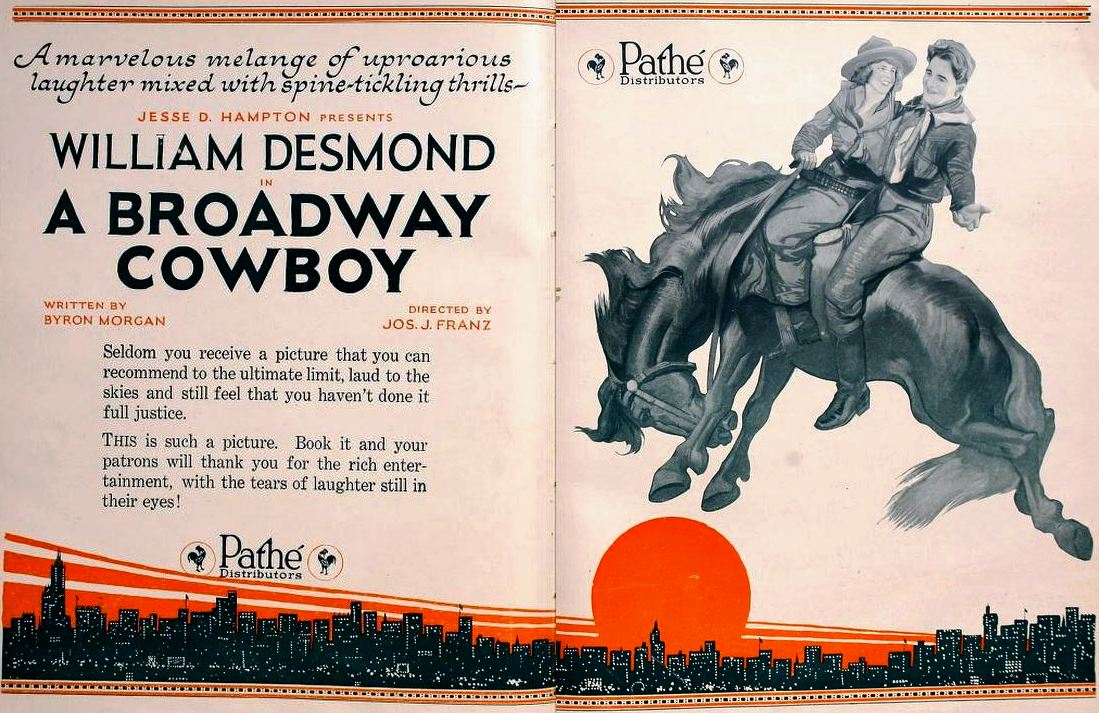